# Psebena
Psebena is een kevergeslacht uit de familie van de boktorren (Cerambycidae). De wetenschappelijke naam van het geslacht werd voor het eerst geldig gepubliceerd in 1902 door Gahan.

## Soorten
Psebena omvat de volgende soorten:
- Psebena brevipennis Gahan, 1902
- Psebena pascoei Vives, 2006